# NGC 1525
NGC 1525 (другие обозначения — NGC 1516B, NGC 1516-2, MCG -2-11-18, IRAS04057-0857, PGC 14516) — спиральная галактика (Sc) в созвездии Эридан.
Этот объект занесён в новый общий каталог несколько раз, с обозначениями NGC 1525, NGC 1516B.
Этот объект входит в число перечисленных в оригинальной редакции «Нового общего каталога».